# Boxbrunn (Weisendorf)
Boxbrunn ist ein Gemeindeteil des Marktes Weisendorf im Landkreis Erlangen-Höchstadt (Mittelfranken, Bayern). Die Gemarkung Boxbrunn liegt teils auf dem Gemeindegebiet von Weisendorf, teils auf dem Gemeindegebiet von Höchstadt an der Aisch. Sie hat eine Fläche von 4,643 km² und ist in 635 Flurstücke aufgeteilt, die eine durchschnittliche Flurstücksfläche von 7311,31 m² haben. In ihr liegen neben dem namensgebenden Ort die Gemeindeteile Ailersbach und Mechelwind.

## Geografie
Durch das Dorf fließt der Herrnwiesgraben, der zahlreiche Weiher speist. Im Osten liegen die Weiher Buselweiher und Boxbrunner Teiche. Ansonsten ist der Ort überwiegend von Acker- und Grünland mit vereinzeltem Baumbestand umgeben. 0,5 km nördlich, westlich und südlich gibt es ein zusammenhängendes Waldgebiet, im Südwesten Langholz genannt. 1 km südlich befindet sich der Heuberg (337 m ü. NHN).
Die Staatsstraße 2263 verläuft nach Großneuses (1,1 km nördlich) bzw. nach Oberlindach (2,7 km südlich). Die Kreisstraße ERH 27 verläuft nach Ailersbach (1,4 km nordwestlich). Eine Gemeindeverbindungsstraße führt nach Biengarten (1,2 km östlich).

## Geschichte
Im Jahr 1400 wurden die Brüder Leonhard und Joachim Pfannenmüller aus Boxbrunn urkundlich erwähnt. Dies ist zugleich die erste urkundliche Erwähnung des Ortes. 1504 war das Kloster Frauenaurach Grundherr des Ortes. Das Hochgericht übte das brandenburg-kulmbachische Kasten- und Jurisdiktionsamt Dachsbach aus, was vom Hochstift Bamberg bestritten wurde (z. B. im Jahr 1535).
Gegen Ende des 18. Jahrhunderts gab es in Boxbrunn 7 Anwesen. Das Hochgericht und die Dorf- und Gemeindeherrschaft übte weiterhin das brandenburg-bayreuthische Kasten- und Jurisdiktionsamt Dachsbach aus. Grundherren waren das brandenburg-bayreuthische Klosteramt Frauenaurach (4 Höfe, 2 Güter) und das Rittergut Neuenbürg (1 Hof).
Von 1797 bis 1810 unterstand der Ort dem Justizamt Dachsbach und Kammeramt Neustadt. 1810 kam Boxbrunn an das Königreich Bayern. Im Rahmen des Gemeindeedikts wurde der Ort dem 1811 gebildeten Steuerdistrikt Kairlindach und der 1813 gebildeten Ruralgemeinde Kairlindach zugeordnet. Mit dem Zweiten Gemeindeedikt (1818) entstand die Ruralgemeinde Boxbrunn, zu der Ailersbach, Biengarten und Mechelwind gehörten. Sie war in Verwaltung und Gerichtsbarkeit dem Landgericht Neustadt an der Aisch zugeordnet und in der Finanzverwaltung dem Rentamt Neustadt an der Aisch. In der freiwilligen Gerichtsbarkeit unterstanden in Boxbrunn zwei Anwesen dem Patrimonialgericht Neuenbürg (bis 1835). Am 22. Juli 1822 wurde Biengarten eine Ruralgemeinde. Am 12. Juli 1827 wurde die Gemeinde Boxbrunn dem Landgericht Herzogenaurach und dem Rentamt Erlangen zugewiesen, am 1. Oktober 1847 dem Rentamt Herzogenaurach. Ab 1862 gehörte Boxbrunn zum Bezirksamt Höchstadt an der Aisch (1939 in Landkreis Höchstadt an der Aisch umbenannt) und weiterhin zum Rentamt Herzogenaurach (1919 in Finanzamt Herzogenaurach umbenannt, seit 1929 Finanzamt Erlangen). Die Gerichtsbarkeit blieb beim Landgericht Herzogenaurach (1879 in Amtsgericht Herzogenaurach umbenannt), seit 1959 ist das Amtsgericht Erlangen zuständig. Die Gemeinde hatte eine Gebietsfläche von 4,596 km².
Am 1. Mai 1978 wurde Boxbrunn im Zuge der Gebietsreform in die Gemeinde Weisendorf eingegliedert, die Gemeindeteile Ailersbach, Biengarten und Mechelwind wurden in die Stadt Höchstadt an der Aisch eingegliedert.

### Einwohnerentwicklung
Gemeinde Boxbrunn
| Jahr      | 1818   | 1840   | 1852   | 1855   | 1861   | 1867   | 1871   | 1875   | 1880   | 1885   | 1890   | 1895   | 1900   | 1905   | 1910   | 1919   | 1925   | 1933   | 1939   | 1946   | 1950   | 1952   | 1961   | 1970   |
| Einwohner | 238    | 186    | 170    | 166    | 169    | 161    | 159    | 171    | 187    | 189    | 183    | 175    | 189    | 163    | 170    | 149    | 177    | 178    | 152    | 221    | 208    | 197    | 183    | 165    |
| Häuser    | 42     |        |        |        |        |        | 28     |        |        | 32     | 30     |        | 33     |        |        |        | 29     |        |        |        | 31     |        | 32     |        |
| Quelle    | [ 14 ] | [ 15 ] | [ 15 ] | [ 15 ] | [ 16 ] | [ 17 ] | [ 18 ] | [ 19 ] | [ 20 ] | [ 21 ] | [ 22 ] | [ 15 ] | [ 23 ] | [ 15 ] | [ 24 ] | [ 15 ] | [ 25 ] | [ 15 ] | [ 15 ] | [ 15 ] | [ 26 ] | [ 15 ] | [ 11 ] | [ 27 ] |

Ort Boxbrunn
| Jahr      | 001818 | 001861 | 001871 | 001885 | 001900 | 001925 | 001950 | 001961 | 001970 | 001987 | 002019 |
| Einwohner | 62     | 66     | 66     | 72     | 68     | 73     | 93     | 76     | 68     | 76     | 75     |
| Häuser    | 11     |        |        | 13     | 14     | 12     | 13     | 14     |        | 21     |        |
| Quelle    | [ 14 ] | [ 16 ] | [ 18 ] | [ 21 ] | [ 23 ] | [ 25 ] | [ 26 ] | [ 11 ] | [ 27 ] | [ 28 ] | [ 1 ]  |

## Religion
Der Ort ist seit der Reformation evangelisch-lutherisch geprägt und nach St. Kilian (Kairlindach) gepfarrt. Die Einwohner römisch-katholischer Konfession sind nach St. Georg (Höchstadt an der Aisch) gepfarrt.